# Pauza
Pauza (ranije Pauza.hr) je bio servis za naručivanje hrane putem mobilne i internet platforme u Hrvatskoj. 
Pauza je nudila dostavu iz preko 300 restorana, a dosad je preko web stranice prošlo više od 3 milijuna narudžbi.
Servis je do sredine 2021. bio prisutan u gradovima: Zagreb, Split, Zadar, Rijeka, Zaprešić, Varaždin, Šibenik, Karlovac, Pula, Velika Gorica, Osijek, Dubrovnik, Makarska, Samobor, Solin, Sisak, Slavonski Brod, Sveta Nedelja, Sesvete i Opatija

## Razvoj
- 2008. – Pauza.hr je osnovana kao start-up projekt u Zagrebu[3] . Osnivači (founders): Valentin Đurov i Branka Padovan Đurov.
- 2015. – Pauza postaje dio svjetske grupacije Delivery Hero koja okuplja servise za online naručivanje hrane u preko 50 zemalja u Europi, Aziji, Bliskom Istoku, Sjevernoj Africi i Južnoj Americi
- 2019. – Pauza uvodi uslugu PauzaGO – vlastitu dostavu iz restorana koji inače ne nude dostavu. U ponudi je i dostava iz najpoznatijih svjetskih restorana brze hrane poput McDonald's, KFC i Burger King.[4]
- Od 30. lipnja 2021. Pauza je dio Glova.[5]

## Vanjske poveznice
- Službena web stranica  Arhivirana inačica izvorne stranice od 23. srpnja 2020. (Wayback Machine)